# 16407 Oiunskij
16407 Oiunskij (1985 SV2) är en asteroid i asteroidbältet som upptäcktes den 19 september 1985 av de båda astronomerna Nikolaj Stepanovitj Tjernych och Ljudmila Tjernych vid Krims astrofysiska observatorium på Krim. Asteroiden har fått sitt namn efter Platon Alekseevich Sleptsov-Oiunskij (1893-1939), en framstående jakutisk författare, filosof och vetenskapsman.